# Waltenheim-sur-Zorn
Waltenheim-sur-Zorn là một xã thuộc tỉnh Bas-Rhin trong vùng Grand Est đông bắc Pháp.
It lies on the road D332 next to the Marne-Rhine Canal.